# Geron macquarti
Geron macquarti är en tvåvingeart som beskrevs av Greathead 1999. Geron macquarti ingår i släktet Geron och familjen svävflugor. Inga underarter finns listade i Catalogue of Life.